# Morpho cisseis
Morpho cisseis é uma borboleta neotropical da família Nymphalidae, subfamília Satyrinae e tribo Morphini, descrita em 1860 e nativa da Colômbia, Equador, Peru, Bolívia e Brasil (Amazonas, Pará, Mato Grosso). De acordo com estudo de Garcia, Gallusser, Lachaume & Blandin (2014), esta borboleta está amplamente distribuída na Amazônia e ao longo de toda a cordilheira dos Andes, da Bolívia para o sul da Colômbia, nas terras baixas amazônicas ocidentais, e do sul do rio Amazonas até o limite entre os estados brasileiros do Pará e Maranhão (Blandin, 2007). No norte do rio Amazonas, chega até sudeste da Venezuela (Bolívar; Neild, 2008), porém está ausente para o leste, a partir da Guiana em direção à Guiana Francesa e ao estado brasileiro do Amapá (Blandin, 2007). Indivíduos foram encontrados voando em relevo de altitudes superiores a 1.000 metros. Visto por cima, o padrão básico da espécie (macho) apresenta asas anteriores predominantemente de coloração azul celeste terminando em uma faixa de tonalidade mais pálida na parte interna das asas posteriores, que são de um castanho escuro, quase negro, em sua maioria. Em alguns exemplares é possível detectar laivos de um alaranjado similar ao da aurora nas asas anteriores. Vista por baixo, possui asas de coloração castanha com desenhos característicos e geralmente sete ocelos com anéis alaranjados e marcação branca, em forma de meia-lua, em seu interior, em cada par (anterior e posterior) de asas (padrão este similar ao de M. hecuba, porém com os ocelos finais da parte inferior das asas posteriores com um aspecto de derretidos). O dimorfismo sexual é pouco acentuado, com as fêmeas menos frequentes e mais acastanhadas na coloração. Esta espécie de borboleta atinge mais de 15 centímetros de envergadura e suas lagartas se alimentam de folhas de plantas do gênero Abuta (Menispermaceae).

## Hábitos
Adrian Hoskins cita que a maioria das espécies de Morpho passa as manhãs patrulhando trilhas ao longo dos cursos de córregos e rios. Nas tardes quentes e ensolaradas, às vezes, podem ser encontradas absorvendo a umidade da areia, visitando seiva a correr de troncos ou alimentando-se de frutos em fermentação.

## Subespécies
M. cisseis possui três subespécies:
- Morpho cisseis cisseis - Descrita por C. & R. Felder em 1860, de exemplar proveniente do Brasil.
- Morpho cisseis phanodemus - Descrita por Hewitson em 1869, de exemplar proveniente do Equador.
- Morpho cisseis gahua - Descrita por Blandin em 1988, de exemplar proveniente do Peru.